# Pelecopsis malawiensis
Espèce
Pelecopsis malawiensis est une espèce d'araignées aranéomorphes de la famille des Linyphiidae.

## Distribution
Cette espèce est endémique du Malawi.

## Étymologie
Son nom d'espèce, composé de malawi et du suffixe latin -ensis, « qui vit dans, qui habite », lui a été donné en référence au lieu de sa découverte, le Malawi.

## Publication originale
- Jocqué, 1977 : Pelecopsis malawiensis n. sp. from Central Africa (Araneida, Erigonidae). Revue de Zoologie africaine, vol. 91, p. 131-136.